# Elathur
Elathur là một thị xã panchayat của quận Erode thuộc bang Tamil Nadu, Ấn Độ.

## Nhân khẩu
Theo điều tra dân số năm 2001 của Ấn Độ, Elathur có dân số 7887 người. Phái nam chiếm 50% tổng số dân và phái nữ chiếm 50%. Elathur có tỷ lệ 46% biết đọc biết viết, thấp hơn tỷ lệ trung bình toàn quốc là 59,5%: tỷ lệ cho phái nam là 58%, và tỷ lệ cho phái nữ là 35%. Tại Elathur, 9% dân số nhỏ hơn 6 tuổi.